# Баламутов Олег Володимирович
Оле́г Баламу́тов Володи́мирович (нар. 27 вересня 1969 м. Азов, Ростовська область, РФ) — український спортсмен (греко-римська боротьба). Майстер спорту міжнародного класу (1989).

## Життєпис
Від 1988 живе у Тернополі. Закінчив факультет фізичного виховання Тернопільського педагогічного університету. Чемпіон світу серед юніорів (1989) у напівсеред. вазі (до 82 кг). Учасник чемпіонату світу 1993 в Стокгольмі (Швеція). Володар кубка СРСР (1991). Срібний призер чемпіонатів України (1989, 1990, 1991, 1993). 
Після закінчення виступів працює тренером з боротьби у Миколаєві. Штатний тренер національної збірної команди України з греко-римської боротьби.